# 40 Glocc
Лоренс Уайт (англ. Lawrence White; род. 16 декабря 1979, Галвестон, Техас, США) более известный как 40 Glocc и Big Bad 4-0 — американский рэпер и продюсер, сотрудничающий с лейблами Infamous Records и G-Unit Records. Участник группы Zoo Babies и владелец лейбла Zoo Life.

## Биография
Лоренс Уайт родился в городе Галвестоне, штат Техас. В возрасте 8 лет он переехал с матерью в Калифорнию, в город Колтон.
В 1997 году вместе со своими друзьями основал группу Zoo Crew. В следующем году он выпустил свой дебютный альбом Migrate Adapt or Die.
В 2011 году 40 Glocc снялся в документальном фильме Rhyme and Punishment о рэперах, сидевших в тюрьме.
В 2012 году 40 Glocc выпускает свой второй альбомом New World Agenda.  Он был в турне с такими исполнителями, как G-Unit, Mobb Deep, Ray J, Snoop Dogg и The Dogg Pound.
Также состоял в банде Colton City Crips.
40 Glocc был арестован 23 февраля 2017 года после того, как правоохранительные органы узнали о его причастности к проституции. В сообщениях утверждается, что он отвез женщину в неизвестное место, чтобы она могла совершить половой акт с человеком, с которым она познакомилась на Backpage.com. Вскоре после этого неизвестная женщина была арестована полицейским из Миннесоты под прикрытием, который связался с ними по поводу ее услуг, о чем 40 Glocc и его партнер не знали. Детективы выследили автомобиль 40 Glocc и обнаружили его руки в крови после того, как он попытался уничтожить любые доказательства своей причастности. Рэперу предъявлено обвинение по 2 пунктам обвинения в умышленном содействии проституции и по 1 пункту обвинения в побуждении человека к занятию проституцией. Позже он согласился на сделку о признании вины по 1 пункту обвинения в пропаганде проституции.
15 июня 2017 г., находясь под залогом после ареста 40 Glocc был госпитализирован после того, как в него дважды выстрелили во время похорон в Сан-Бернардино, Калифорния. В него стреляли в 14:30 по местному времени. При обстреле на кладбище он был ранен в руку и грудь. Примерно в то же время женщину, находившуюся в районе стрельбы, сбила машина, хотя неясно, связаны ли эти инциденты.

## Дискография

### Студийные альбомы
- Migrate Adapt or Die (в составе Zoo Crew) (1997)
- The Jakal (2003)
- New World Agenda (2012)

### Микстейпы
- Outspoken (2006)[8]
- Outspoken 2 (2006)[9]
- Outspoken 3 (с DJ Whoo Kid) (2007)[10]
- That New Nigga (с DJ Nik Bean и DJ Felli Fel) (2007)[11]
- I Am Legend (с DJ Whoo Kid и DJ Nik Bean) (2009)[12]
- The Graveyard Shift (с Spider Loc) (2011)

## Фильмография
- Гуще чем вода (1999)
- Книга любви (2002)
- Восточные перцы (2005)
- Number One with a Bullet (2008)
- Мисс Март (2009)
- Вторая половина (2009)
- Rhyme And Punishment (2011)